# Ernest Frederic II de Saxònia-Hildburghausen
Ernest Frederic II de Saxònia-Hildburghausen (en alemany Ernst Friedrich II von Sachsen-Hildburghausen) va néixer a Hildburghausen (Alemanya) el 17 de desembre de 1707 i va morir a la mateixa ciutat el 13 d'agost de 1745. Era fill del duc Ernest Frederic I (1681-1724) i de Sofia Albertina d'Erbach-Erbach (1683-1742).
Va ser educat a Jena, Ginebra i Utrecht i el 1722 amb el seu germà, Lluís Frederic va viatjar a França, on va assistir a la coronació del rei Lluís XV de França. Amb la mort del seu pare, el 1724, Ernest Frederic el va succeir com a duc, tot i que, essent menor d'edat, la seva mare n'assumí la regència fins al 1728. Malgrat que la salut mental i psíquica del duc era fràgil, va haver de fer front als problemes financers del ducat, sense recursos i amb un endeutament tan fort que amb els impostos no arribava a cobrir ni els interessos dels préstecs.
El 1743, es posà al servei del Príncep elector del Palatinat al capdavant d'un regiment d'infanteria amb el rang de lloctinent general. Més tard l'emperador Carles VII del Sacre Imperi Romanogermànic el nomenà general de camp.

## Matrimoni i fills
El 19 de juny de 1726 es va casar amb Carolina d'Erbach-Fürstenau (1700-1758), filla de Felip Carles d'Erbach-Fürstenau (1677-1736) i de Carlota Amàlia de Kunowitz (1677-1722). El matrimoni va tenir quatre fills:
- Ernest Frederic (1727-1780), hereu del ducat de Saxònia-Hildburghausen, casat primer amb la princesa Lluïsa de Dinamarca (1726-1756), després amb Cristiana Sofia de Brandenburg-Bayreuth (1733-1757) i finalment amb Ernestina de Saxònia-Weimar-Eisenach (1740-1786).
- Frederic (1728-1735)
- Eugeni (1730-1795), casat amb la seva neboda Carolina de Saxònia-Hildburghausen (1761-1790).
- Amàlia (1732-1799), casada amb el príncep Lluís de Hohenlohe (1723-1805).